# Волков, Игорь Владимирович (политик)
Волков Игорь Владимирович (бел. Волкаў Ігар Уладзіміравіч; род. 12 января 1970, Копцевичи, Гомельская область) — белорусский государственный и политический деятель, депутат, заместитель председателя Постоянной комиссии Палаты представителей Национального собрания Республики Беларусь VII созыва по государственному строительству, местному самоуправлению и регламенту.

## Биография
Родился Игорь Владимирович 12 января 1970 года в д. Копцевичи Петриковского района Гомельской области.
Образование высшее — окончил Гомельский государственный университет имени Фр. Скорины по специальности «Физика»; Академию управления при Президенте Республики Беларусь по специальности «Государственное управление социальной сферой».
Работал преподавателем общетехнических дисциплин Краснобережского сельскохозяйственного техникума, директором средней школы № 2 города Жлобина, начальником отдела образования, спорта и туризма Жлобинского райисполкома, председателем Жлобинского районного Совета депутатов 28-го созыва.
Избирался депутатом Краснобережского сельского Совета депутатов, заместителем председателя Краснобережского сельского Совета депутатов 24-го созыва, депутатом Жлобинского районного Совета депутатов 26, 27 и 28-го созывов.